# Metropol Parasol
Metropol Parasol est une structure de bois de 150 m sur 75 m, d'une hauteur de 28 m, soutenue par six piliers, située à Séville (Andalousie, Espagne). Située au sud du quartier d'Encarnación-Regina, dans le district Casco Antiguo, elle recouvre la place de la Encarnación et passe au-dessus de la rue Imagen. Le projet, présenté par l'architecte berlinois Jürgen Mayer, gagna le concours lancé par la municipalité pour la réhabilitation de la place. Sa forme lui vaut populairement le surnom de Setas de la Encarnación (Champignons de la place de la Encarnación) ou de Setas de Sevilla (Champignons de Séville).
Les travaux débutèrent le 26 juin 2005, pour un coût estimé de 33 millions d'euros. Après de nombreuses difficultés techniques et financières, elle put être inaugurée le 27 mars 2011. Son coût (le triple du devis), les problèmes techniques majeurs rencontrés, son emplacement et son aspect soulevèrent une importante polémique durant sa construction.

## Historique

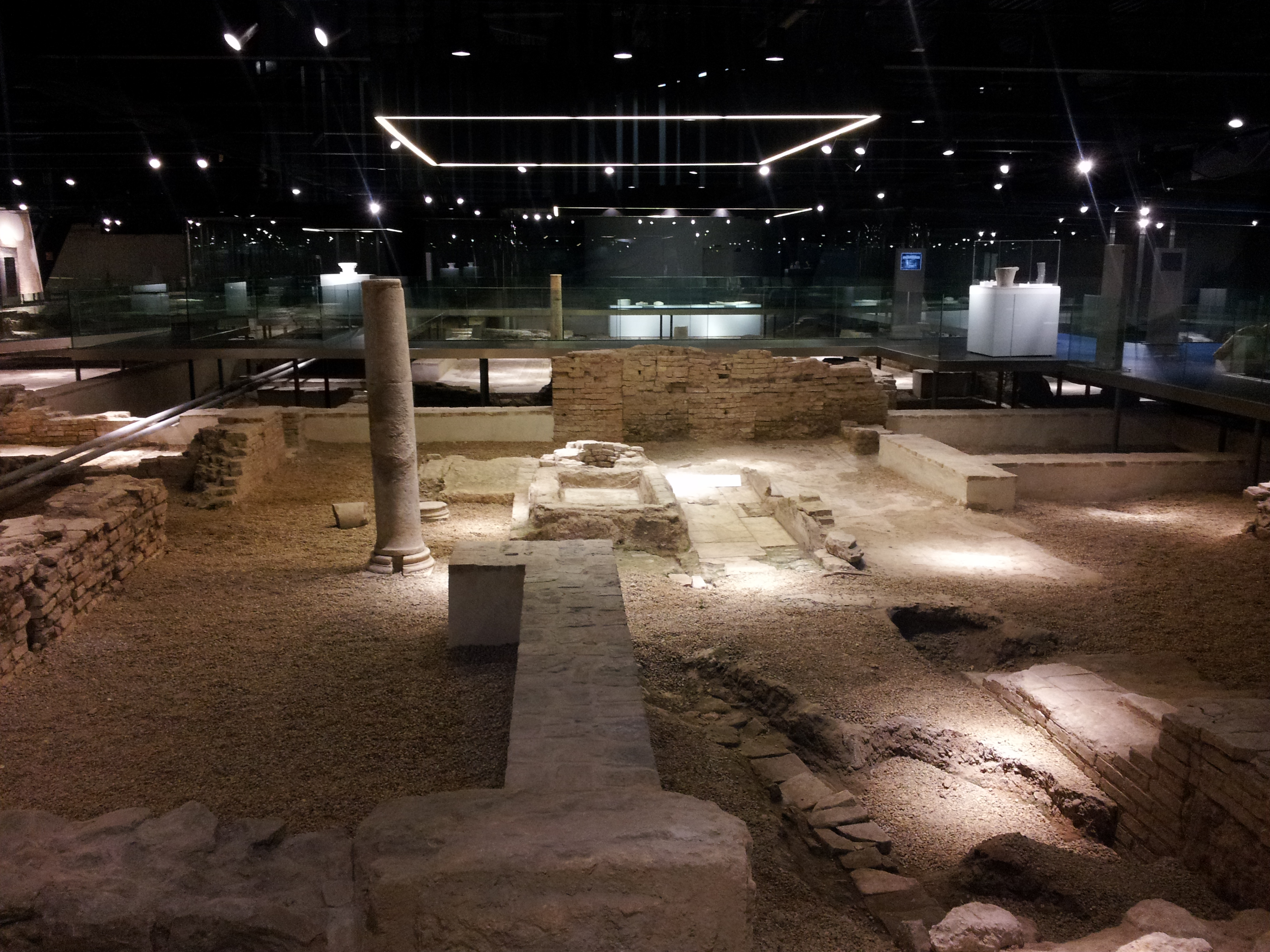
Vestiges archéologiques Metropol Parasol

Au début du XXe siècle fut construit sur la place de la Encarnación le marché du même nom. Il fut partiellement détruit en 1948 avec le nouveau plan d'urbanisation de la zone. Quasiment en ruine, il fut entièrement démoli en 1973 et le terrain laissé à l'abandon jusqu'en 1990, lorsque la municipalité décida d'y construire un parking souterrain et un nouveau marché couvert.
Durant les travaux, des vestiges archéologiques des époques romaine et musulmane furent mis au jour, ce qui paralysa le chantier. En 2004, la municipalité chercha une nouvelle manière de réorganiser la place de la Encarnación et lança un concours public international. Les projets devaient inclure, comme prévu initialement, un marché couvert et une place publique. En outre, ils devaient comporter un espace réservé à la création d'un musée archéologique qui permettrait de présenter au public les vestiges découverts lors des travaux. Soixante-cinq projets furent présentés et le jury choisit en 2004 Metropol Parasol, le plus cher de tous, évalué à 33 millions d'euros.

## Construction

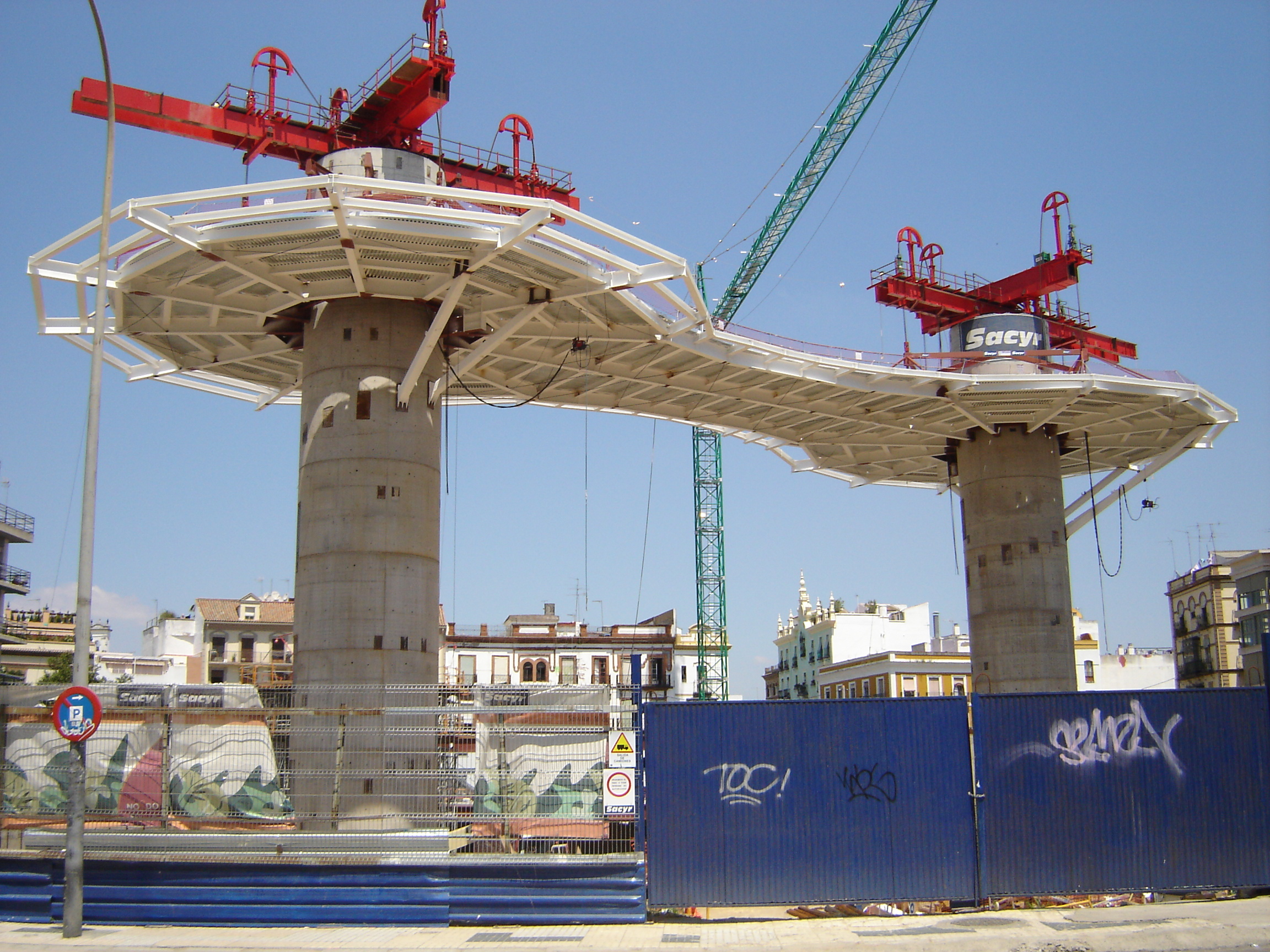
La structure de béton durant sa construction en mai 2007.

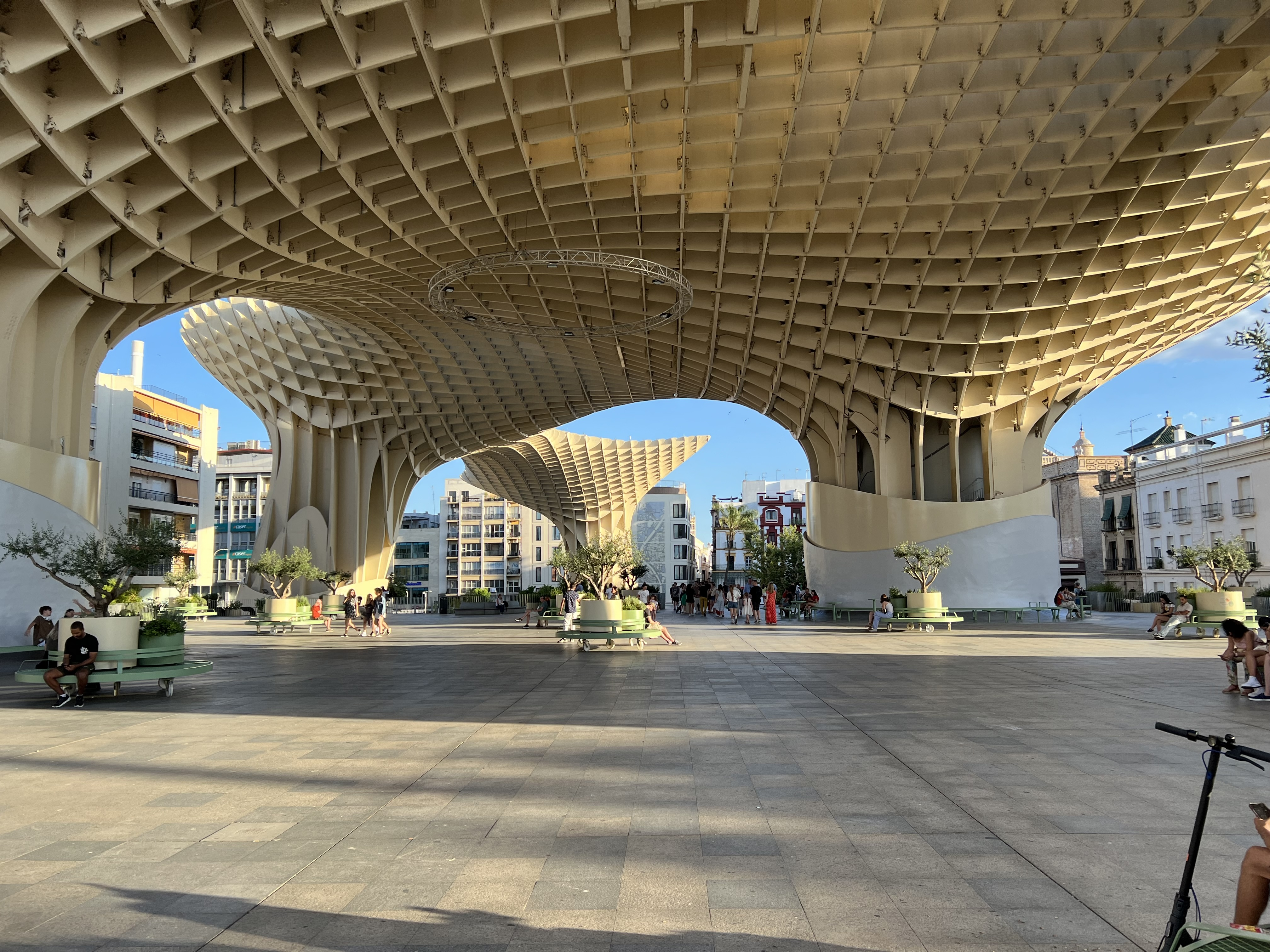
Sous les champignons parasols en 2024.

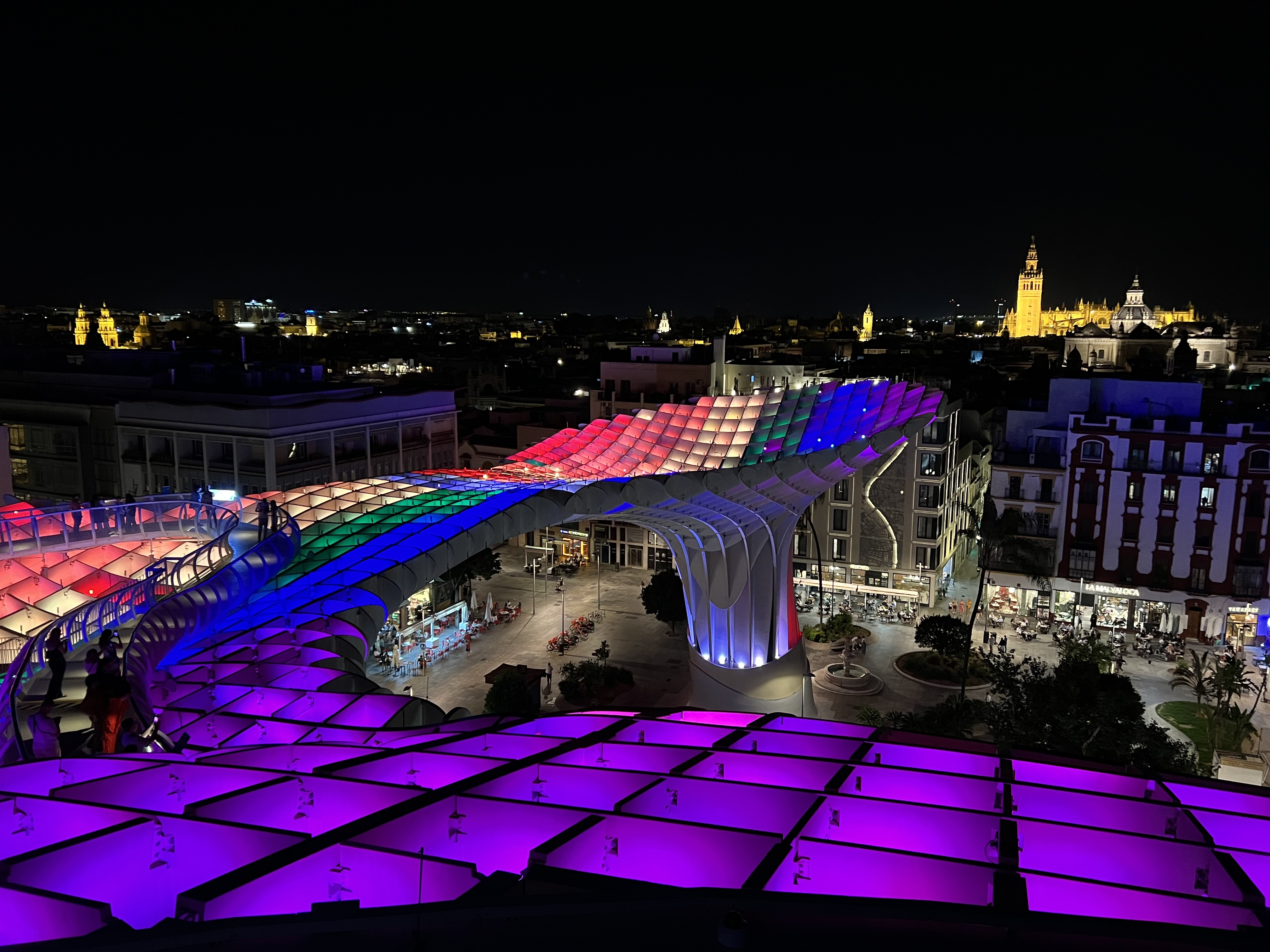
Illumination nocturne du dessus des parasols.

### Début des travaux et premiers retards
L'entreprise Sacyr fut chargée de la construction ; l'entreprise d'ingénierie britannique Arup et la société Finnforest, spécialisée dans les constructions en bois, furent également mandatées. Les travaux furent initiés le 26 juin 2005 et devaient se terminer en juin 2007. Assez rapidement, il apparut que le devis avait été sous-estimé et que le projet pourrait coûter non pas 33 mais 50 millions d'euros. En 2006, l'avancement des travaux fut paralysé par une grève de 7 mois, puis de fortes pluies les freinèrent pendant 3 autres mois.

### Un projet irréalisable
En mai 2007, les ingénieurs d'Arup remirent un rapport dans lequel ils annonçaient que la construction de la structure complexissime du Parasol telle qu'elle a été conçue n'était pas réalisable. Il apparut que l'architecte avait présenté un projet basique et avait négligé dans sa conception certains tests permettant de valider les choix de conception de l'ensemble et de démontrer sa faisabilité. Selon le rapport, aucune technologie existante ne permettait de réaliser une telle superstructure : les connexions entre les pièces de bois n'allaient pas supporter les différentes sollicitations mécaniques.
La municipalité décida malgré tout de continuer la construction, tout en recherchant des solutions au problème. Les deux solutions que proposèrent d'abord Arup (utiliser des poutres maîtresses plus résistantes ou renforcer les joints entre les panneaux de bois) auraient rendu la superstructure tellement lourde qu'elle n'aurait pas supporté son propre poids. Le bétonnage de la place avait détruit 10 % des vestiges archéologiques : renforcer les fondations en aurait détruit beaucoup plus et l'idée fut abandonnée. Une autre proposition d'Arup fut d'utiliser une armature de bois précontraint. Ce projet, qui aurait nécessité une année de développement supplémentaire, apparut insuffisant pour obtenir une structure assez solide et fut à son tour abandonné.

### Solution au problème et fin de la construction
Ce ne fut qu'en février 2010 que la presse fut mise au courant du rapport d'Arup et le conseil municipal informa alors le public que la ville avait trouvé en 2009 une solution au problème. La solution choisie fut une colle résine époxy qui, dans des trous percés dans les pièces de bois, fixerait les tiges d’acier qui permettent l’assemblage entre les éléments. Les travaux continuèrent et furent terminés à 80 % à la fin de l'année 2010. Le marché couvert fut ouvert le 19 décembre 2010 et l'antiquarium le 17 mars 2011.

### Un prix triplé entre le début et la fin des travaux
Le coût final de la construction se monta à 100,6 millions d'euros, soit le triple du coût annoncé par l'architecte. Les coûts supplémentaires furent dus principalement aux importants changements dans le projet de base comme le nouveau système de fixation des pièces et au retard de 4 ans sur le plan de départ, mais également, notamment, à la résiliation du projet précédent (9 millions d'euros), à la muséification des vestiges trouvés sur le site (8,5 millions d'euros), à la réfection de la chaussée, à la disposition des étals du marché, à la mise en place d'un nouveau système de distribution électrique et à la pose de systèmes de sécurité.
Finalement, la structure fut inaugurée le 27 mars 2011 par le maire de la ville, Alfredo Sánchez Monteseirín. La plaza Mayor fut ouverte au public le même jour. La passerelle et le mirador n'ont été ouverts que le 4 mai 2011.

## Description

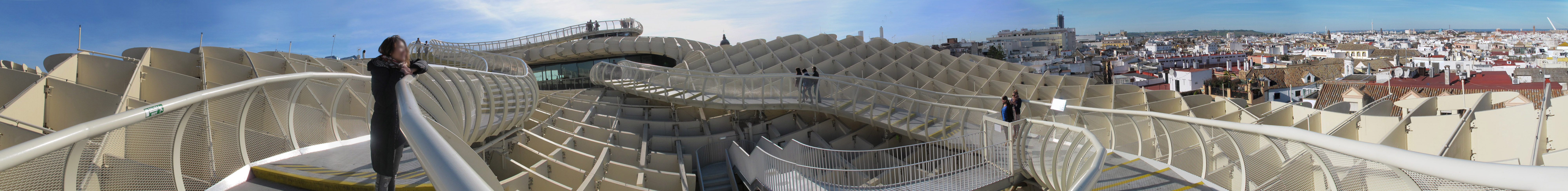
panorama depuis le niveau supérieur

La structure est composée de 6 parasols en forme de champignons et dont les chapeaux sont reliés entre eux. Leur design doit rappeler, selon l'architecte, les voûtes de la cathédrale de Séville et les ficus millénaires de la place Cristo de Burgos, située juste à l'ouest. La structure recouvre 11 000 m2.
L'édifice comporte 5 niveaux : le sous-sol abrite l'Antiquarium, un musée archéologique présentant les vestiges découverts sur le site. Au niveau de la rue Imagen, l'installation abrite un marché couvert (le marché de la Encarnación) de 39 emplacement, sur 2 200 m2, des locaux commerciaux et des restaurants. Sur le toit du marché, protégée par la structure et donc à l'ombre, accessible par des escaliers et des escalators, se trouve la Plaza Mayor, prévue comme place de spectacle et d'exposition. Dans la structure des deux parasols centraux, à 22 m de hauteur, accessible par des ascenseurs situés dans les deux tours en béton du complexe, se trouve un restaurant de 300 m2. Sur les chapeaux des parasols se trouve une promenade publique de 250 m qui culmine à 28,5 m de hauteur par un mirador.

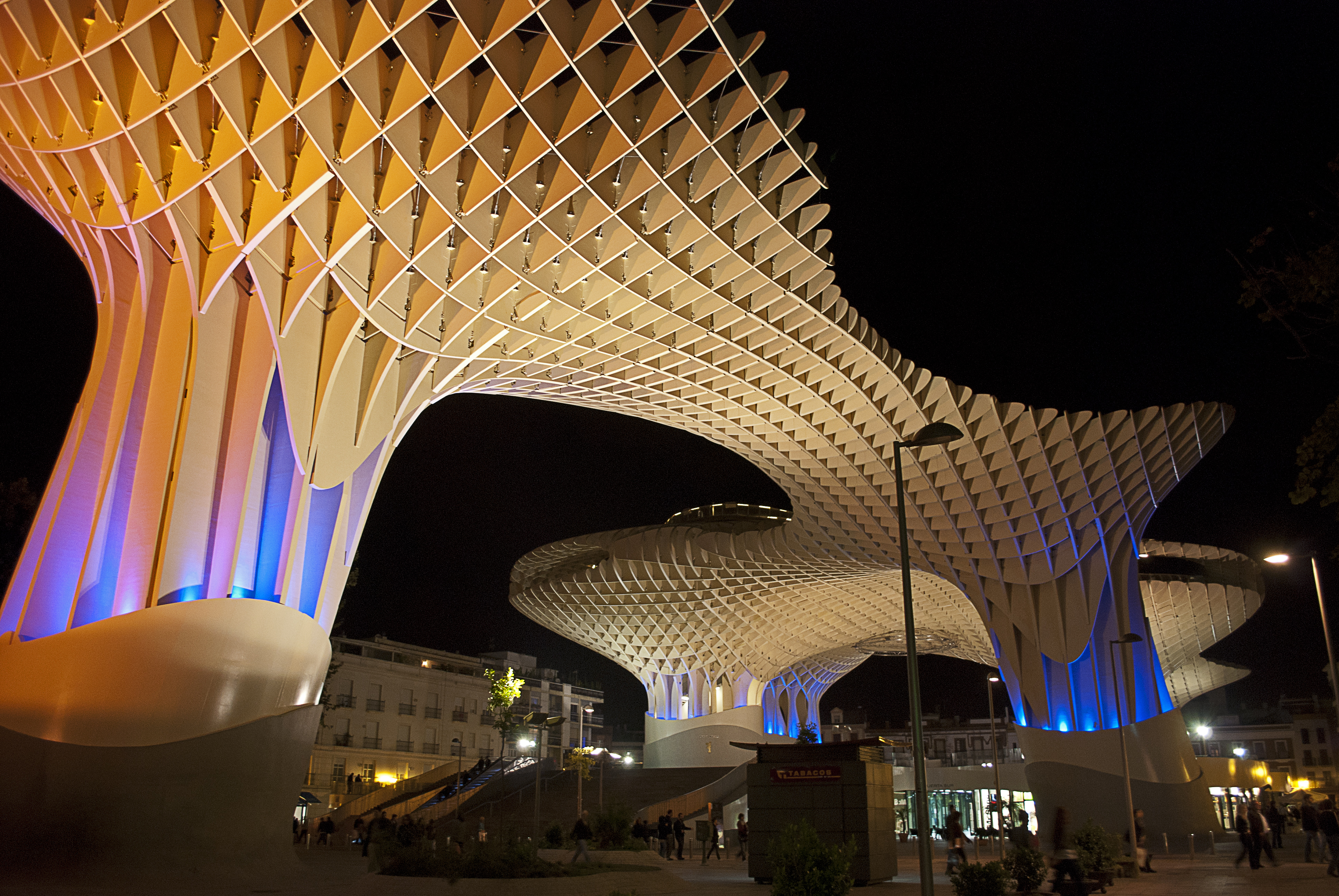
La superstructure avec ses illuminations nocturnes.
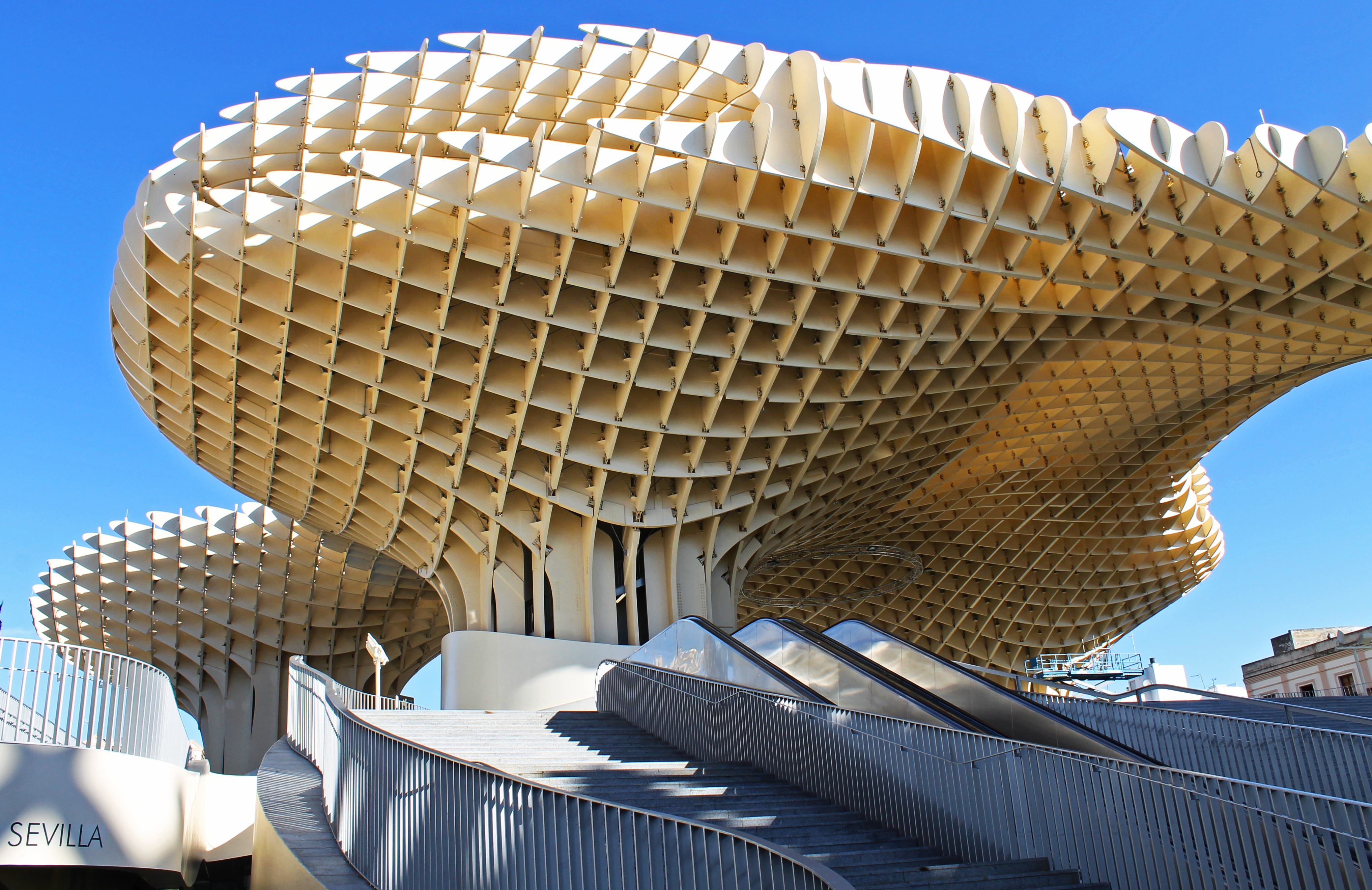
Metropol Parasol vu de la rue Imagen.
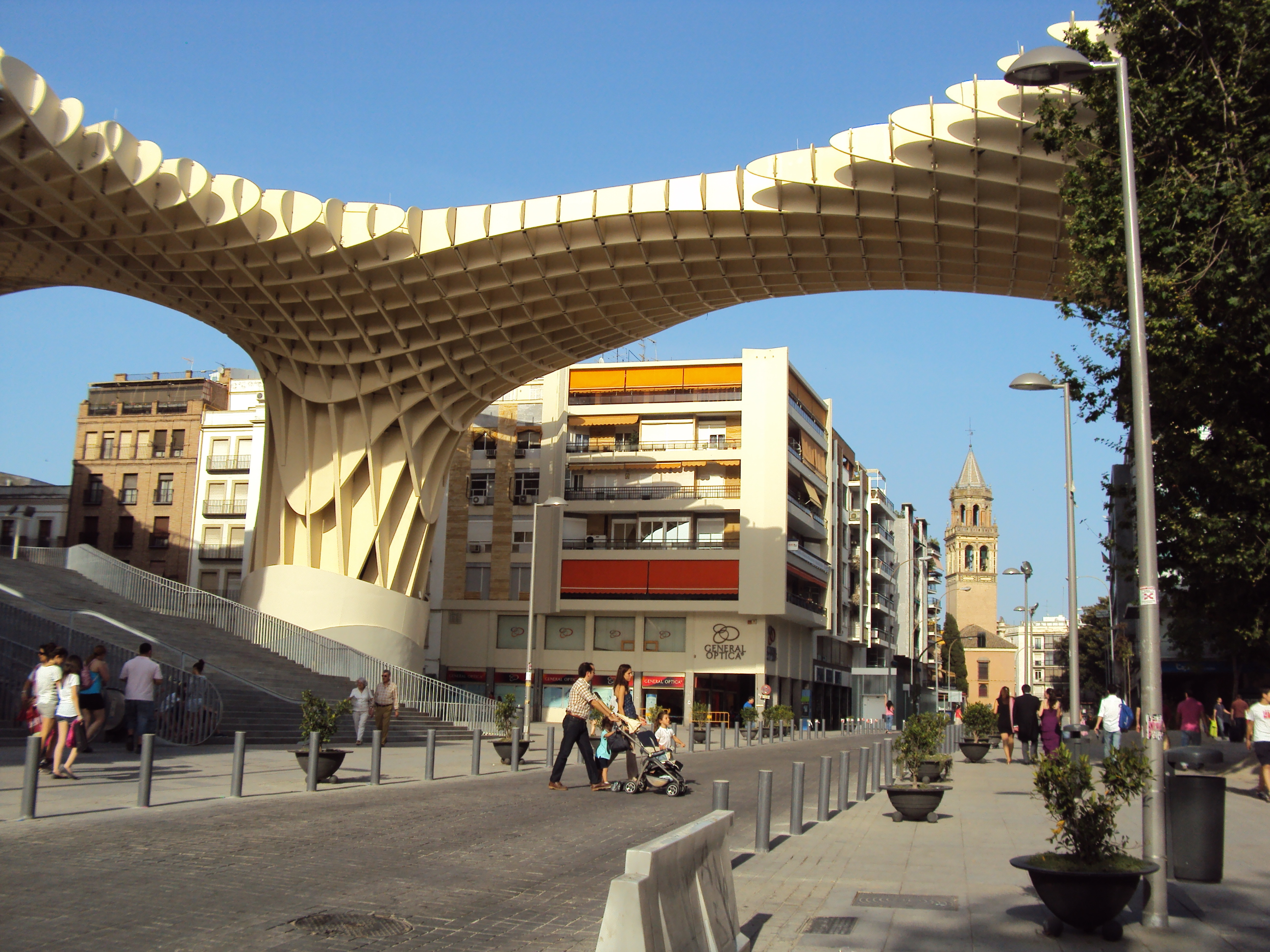
La rue Imagen, qui passe sous Metropol Parasol.
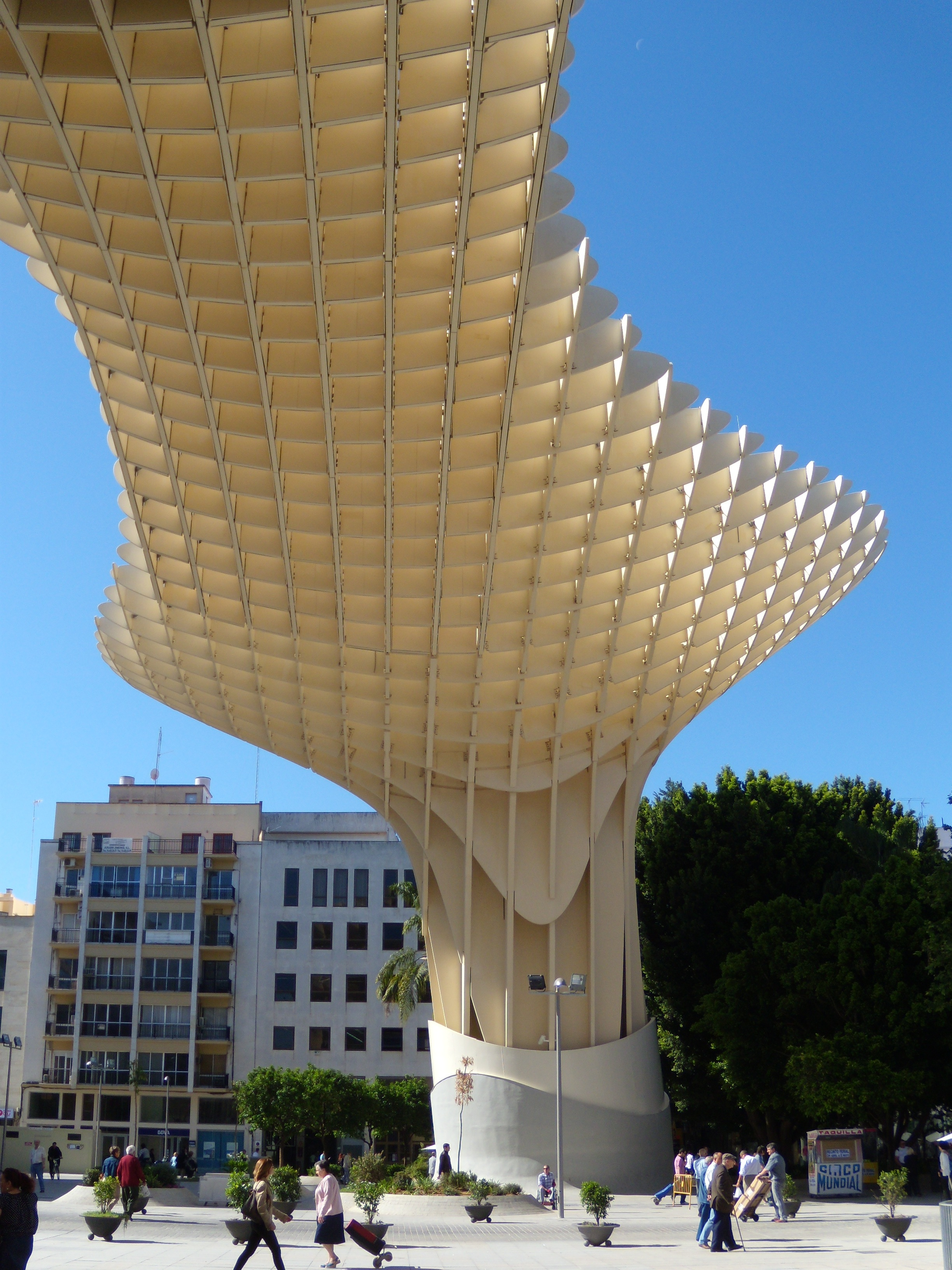
Le pilier sud et la rue Imagen.
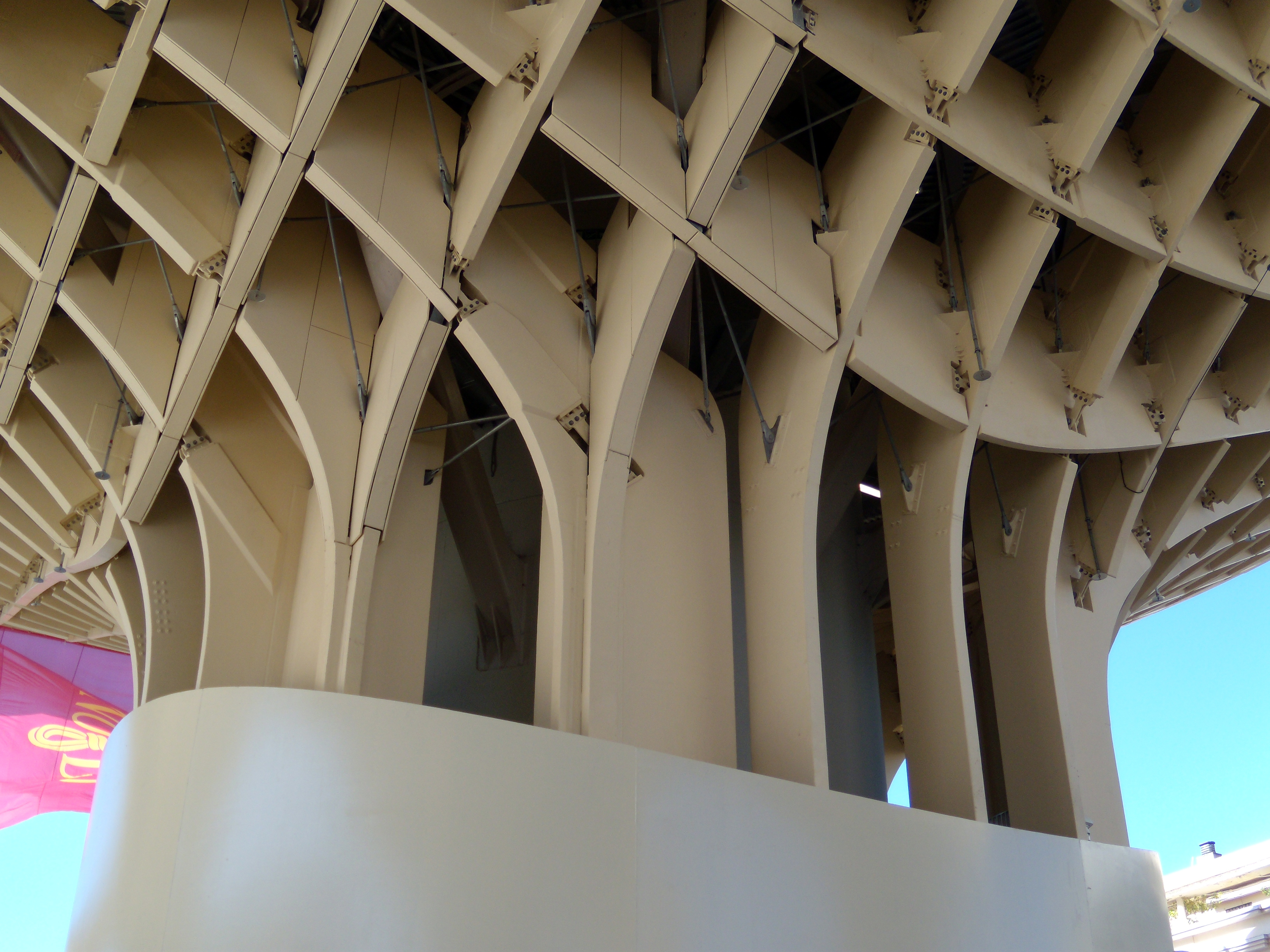
Un des piliers de l'édifice, montrant la structure en détail.
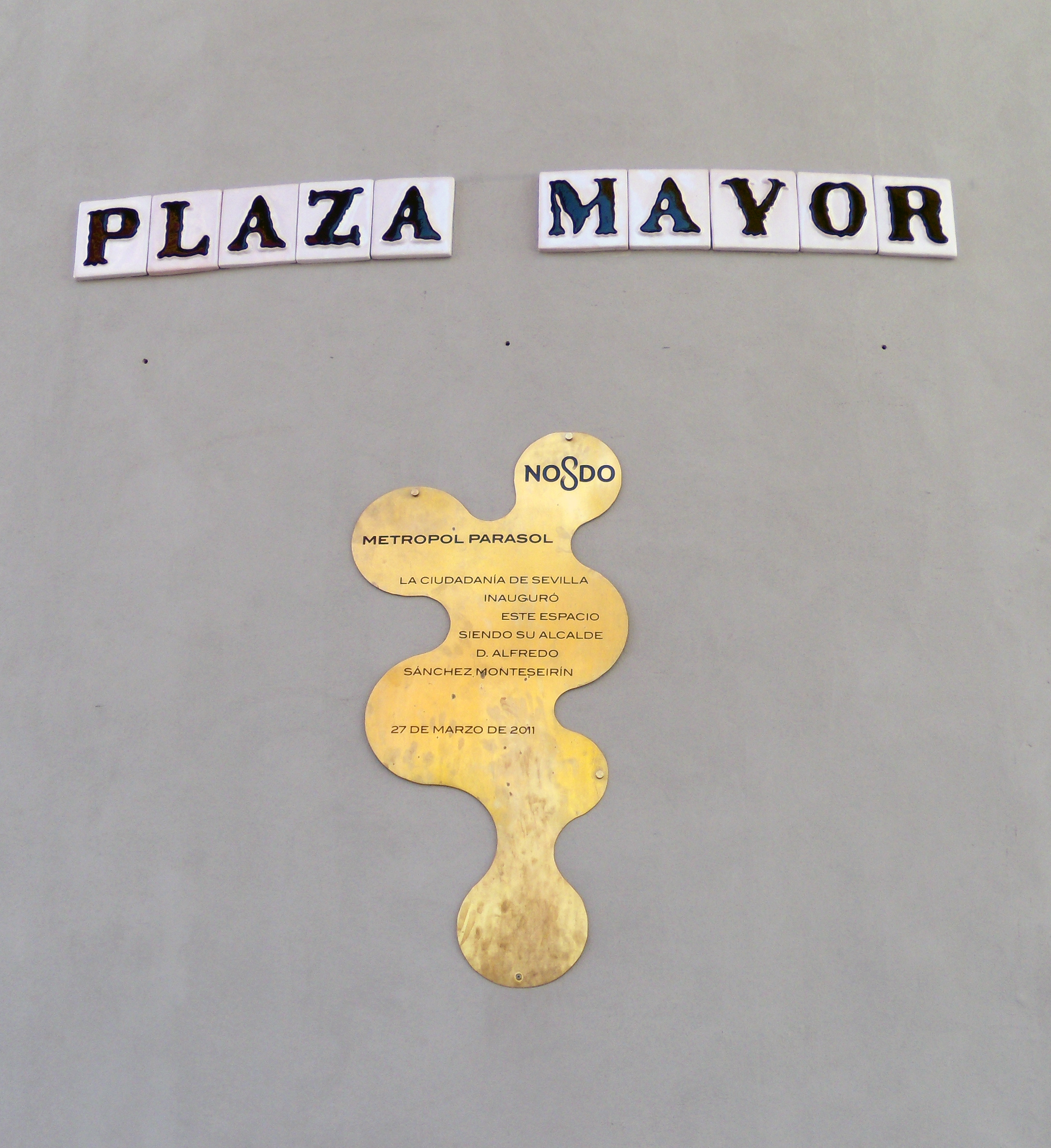
Plaque commémorative de l'inauguration de Metropol Parasol et de la Plaza Mayor. La forme de la plaque rappelle celle de l'édifice vu du ciel.
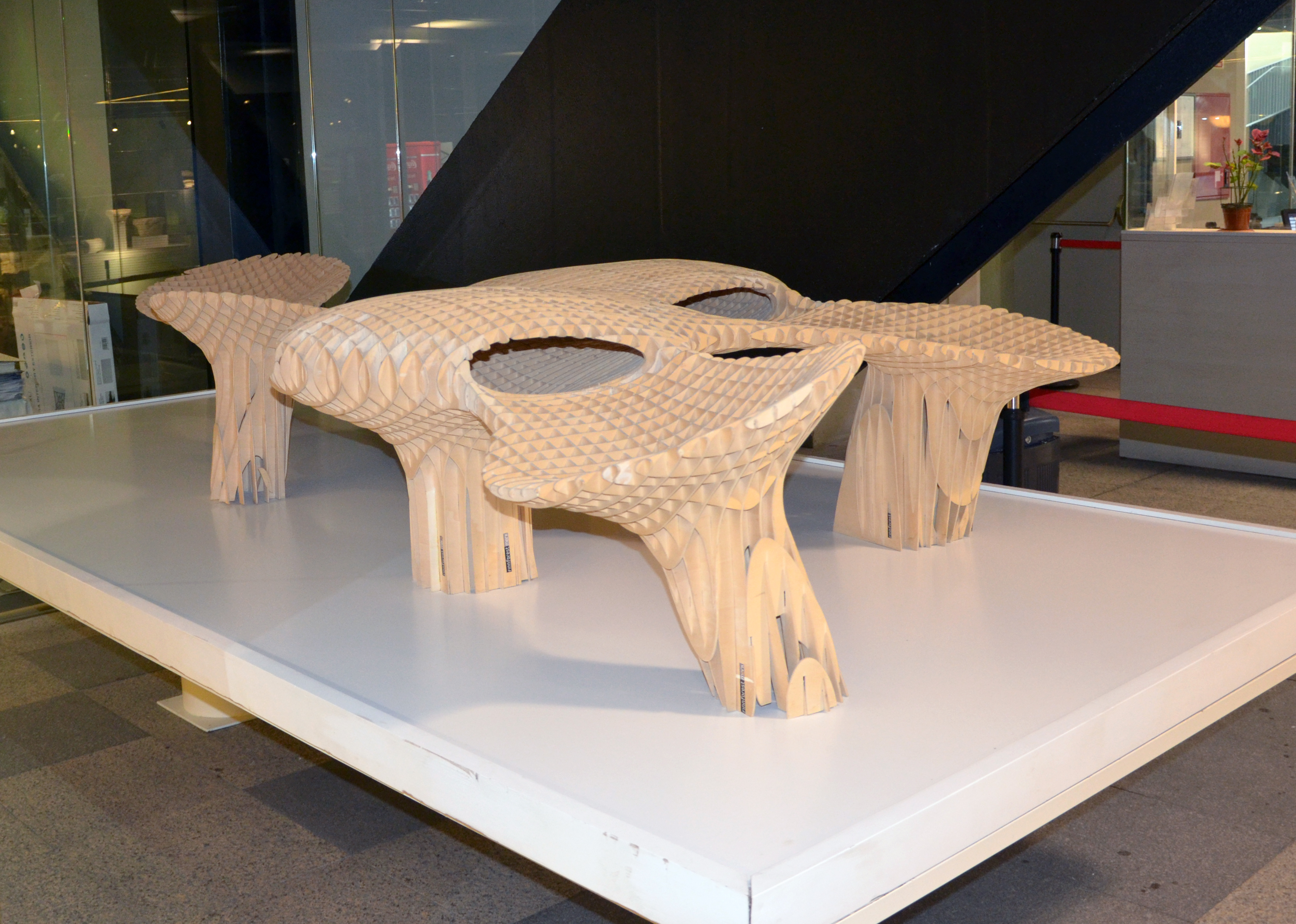
Maquette de Metropol Parasol située au rez-de-chaussée de la structure.
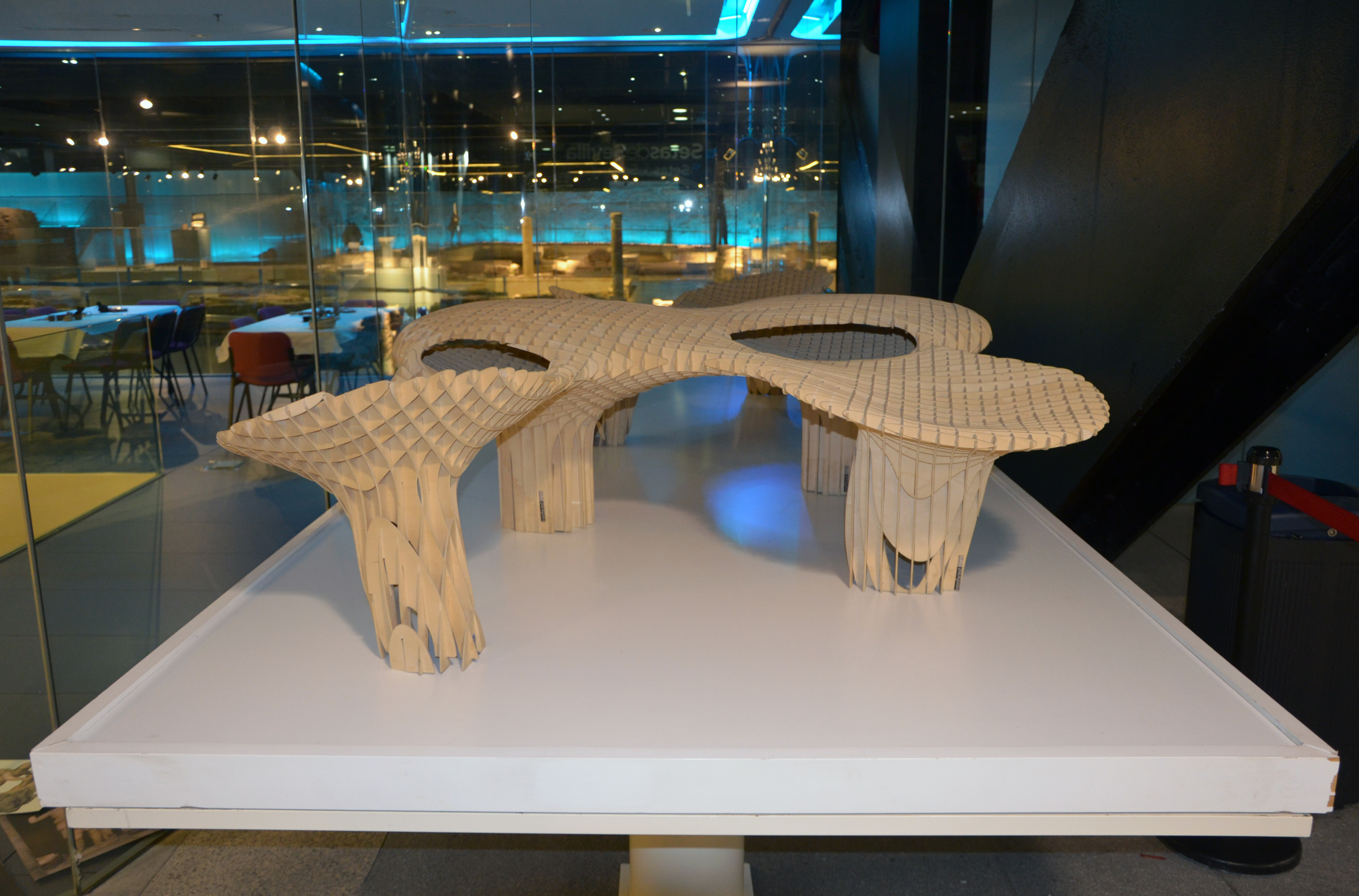
Maquette de Metropol Parasol située au rez-de-chaussée de la structure.
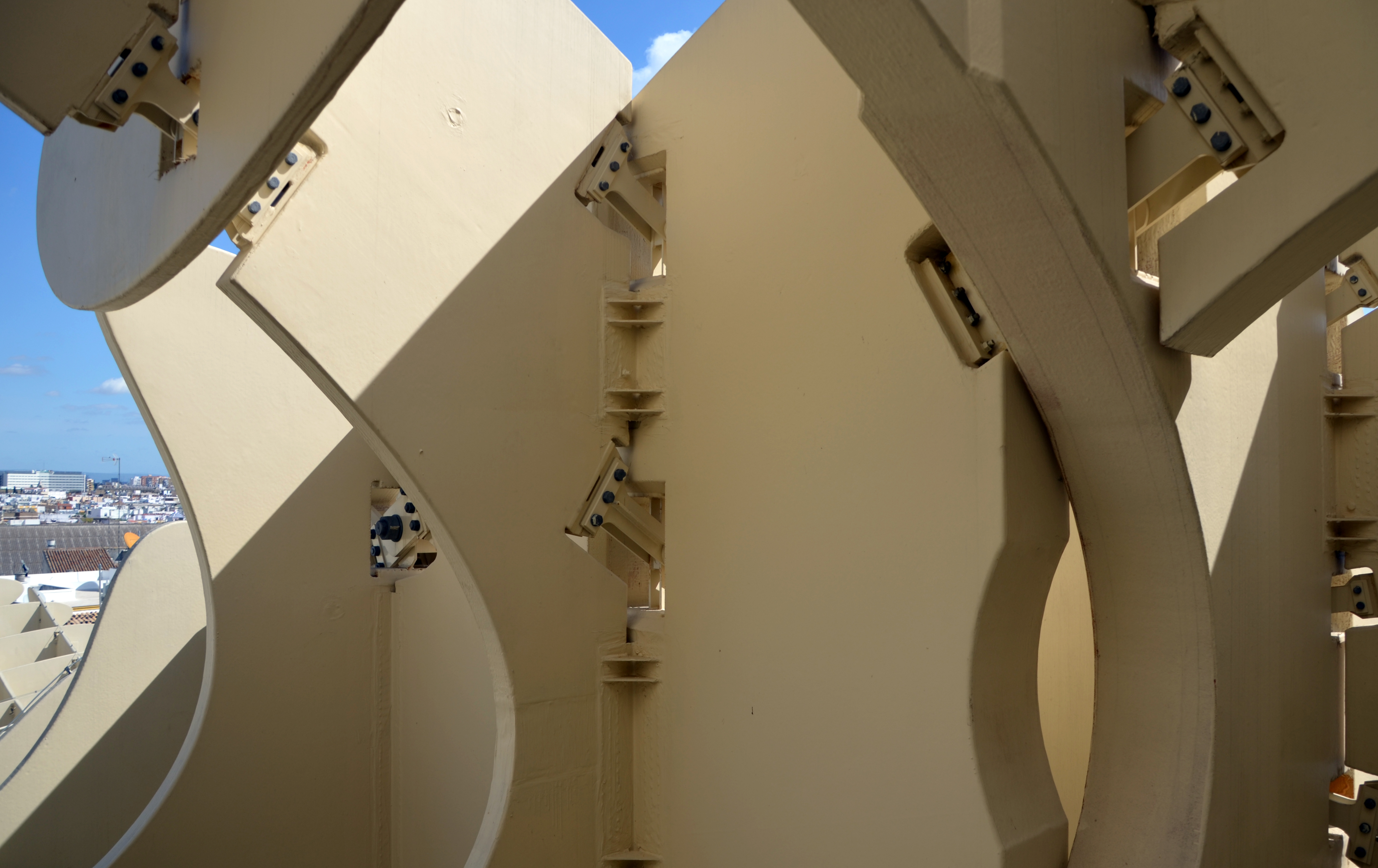
Gros plan sur les connexions entre les éléments.
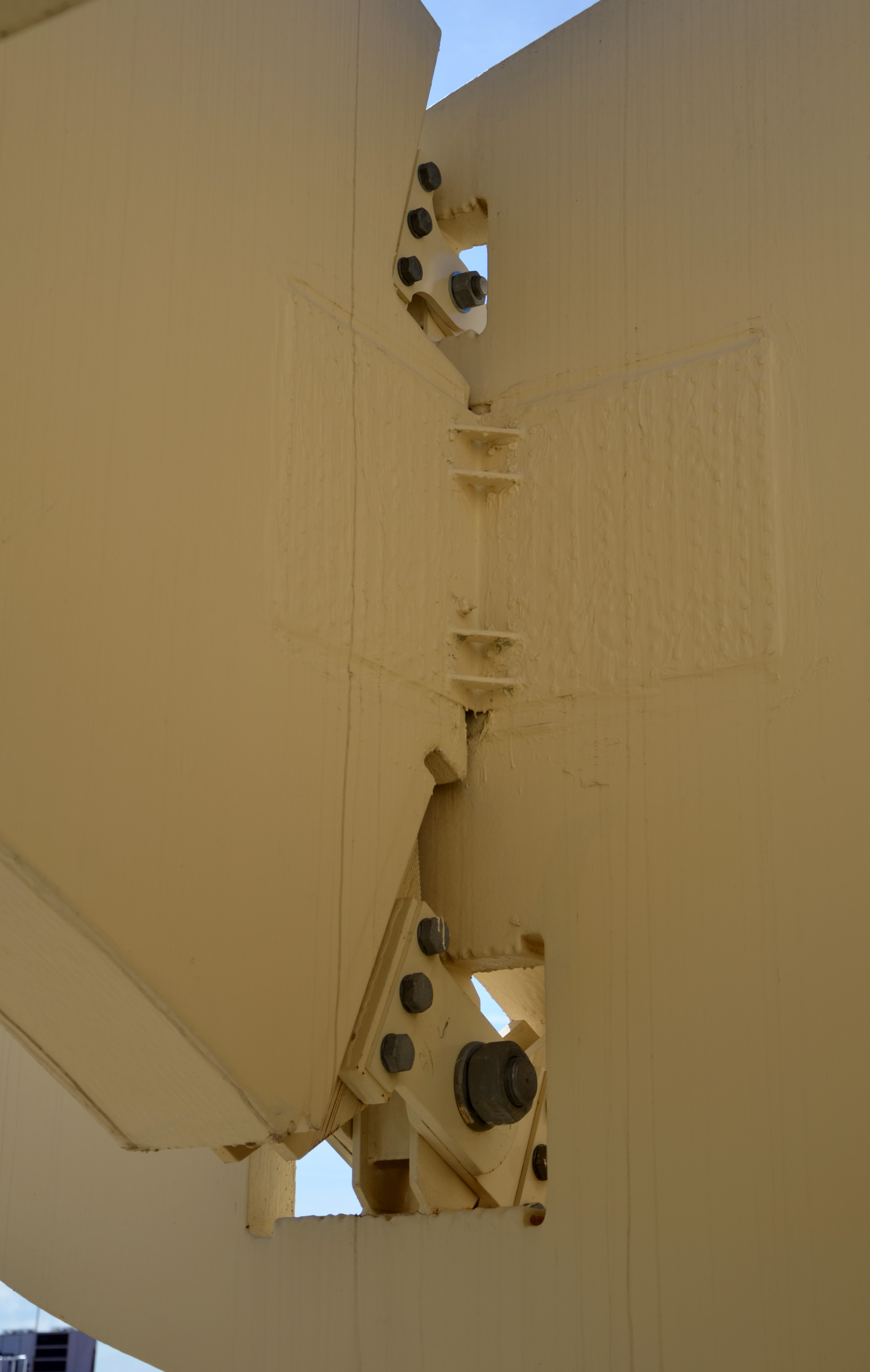
Gros plan sur les connexions entre les éléments.

### Données techniques

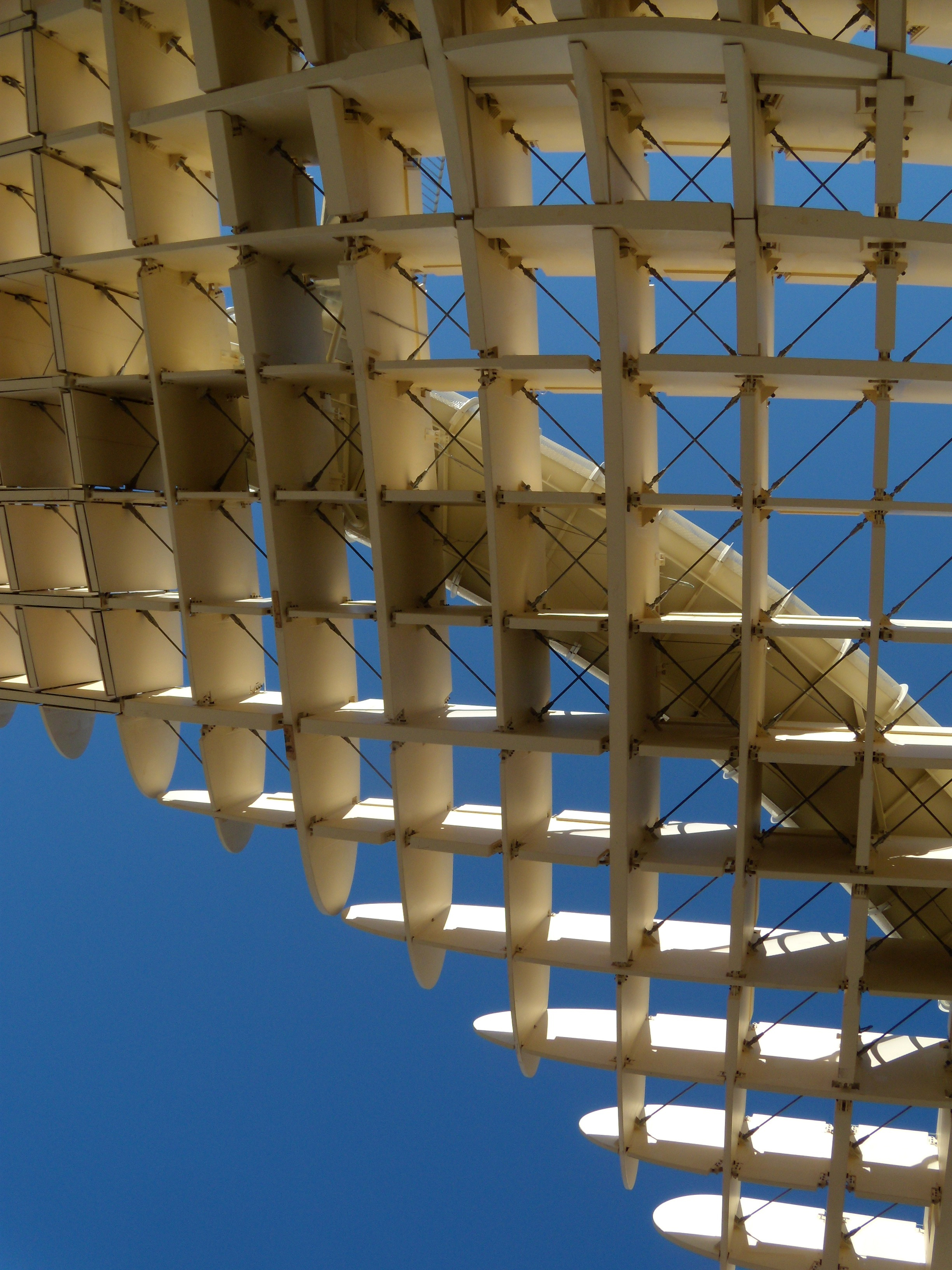
Détail de la structure en bois Kerto-Q de Metropol Parasol.

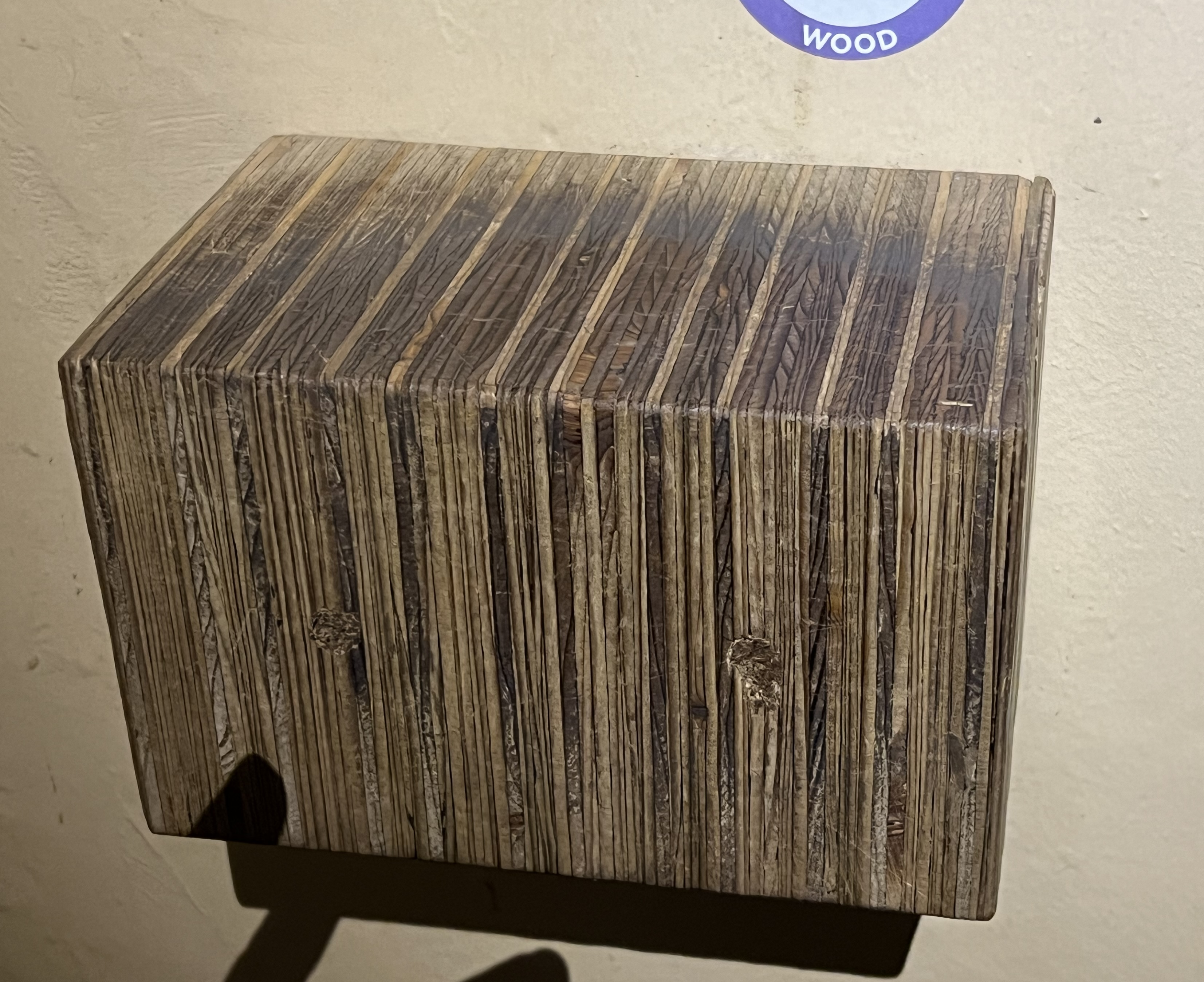
Le parcours de visite expose une coupe transversale d'une poutre de lamibois composant la structure.

Metropol Parasol est constitué de 3 400 pièces de bois représentant un volume de 2 500 m3 et un poids de 1 300 t. Les éléments utilisés sont des poutres de placages de bois lamellées (lamibois, ou LVL) Kerto-Q, à plis croisés, fabriqué avec de l'épicéa,,, très résistants aux diverses contraintes de feu, de flexion et de traction. Ils forment une grille tramée de 1,5 m x 1,5 m. La taille des différents éléments porteurs étant adaptée à la charge réelle, elle est très variable. L'épaisseur des pièces varie entre 68 et 311 mm. La plus grande, située sur l'un des troncs, a une longueur de 16,5 m pour une largeur de 3,5 m et une épaisseur de 14 cm. Selon les informations affichées dans le parcours de visite, il y a 4 000 connexions entre les pièces et 16 000 000 de vis et clous pour une surface totale de 60 000 m2 de bois. Les éléments furent fabriqués à l'usine Finnforest d'Aichach, en Allemagne, et découpés avec une précision millimétrique en utilisant un robot à commande numérique. À son arrivée à Séville, le bois fut recouvert par la société espagnole Apimosa SL d'une couche de 2 à 3 mm de vernis de polyuréthane bi-composants qui le rend résistant aux intempéries et à la chaleur du soleil mais perméable à la diffusion de la vapeur d’eau, ce qui lui permet de ne pas pourrir.
Pour résoudre le problème de surpoids de la superstructure, les ingénieurs d'Arup et de Finnforest mirent au point un système novateur d'assemblage : les tiges d'acier permettant l'assemblage furent collées par une colle résine époxy dans des trous de 70 cm de profondeur percés manuellement dans le bois. Au total, 35 000 trous durent être percés.
Seules les fondations et les deux tours qui contiennent les ascenseurs menant au restaurant sont en béton. La plate-forme du restaurant est en acier avec une dalle de compression en béton armé.